# Parafia Narodzenia Najświętszej Maryi Panny w Żarnowcu
Parafia Narodzenia Najświętszej Maryi Panny – parafia rzymskokatolicka w Żarnowcu. Należy do dekanatu żarnowieckiego diecezji kieleckiej. Założona w XVIII wieku. Mieści się przy ulicy Kościelnej. Duszpasterstwo w niej prowadzą księża diecezjalni.
W 1908 r. w Żarnowcu urodził się bł. ks. Maksymilian Binkiewicz.